# 全国高等学校英语专业八级考试
全国高等学校英语专业八级考试（英語：Test for English Majors Grade Eight），简称为英语专八，是指自1991年起由中华人民共和国教育部實行，考察全国综合性大学本科层次且英语专业的學生。考试内容涵盖英语聽、读、写、译各方面，2005年又加入人文常識。近年，分筆試和口試，有各自的合格证书。专业八级考试是外语专业第八学期的阶段性测试，非外语能力认证，原则上供本科院校外语专业测试第八学期的修业成果。除英语外，其他语种亦设有专业四级、八级考试，供其他专业测试第四、第八学期的学业到达度。
原则上专业四级在第四学期进行，专业八级在第八学期进行。但有些院校提供给学生第二次接受测试的机会。

## 考试资格
仅限英語专业（及相關專業）且本科层次的学生可以参加。非英语专业（及相關專業）、非本科生、非在校生均無法參加考試。

## 考试内容
它是根据《高等学校英语专业英语教学大纲》和《高校英语专业四级考试大纲》所实施的面向中国大陆高校英语专业的全国性考试。
考试内容涵盖英语聽、读、写、译各方面。從2003年起，考試不合格能夠補考一次。補考合格後只頒發合格證書。任何人终身仅有顶多2次机会。
TEM8考试内容分为五个部分：听力理解、阅读理解、语言知识、汉译英、写作。整个考试需时150分钟。

### 听力理解
考核要求：
1.能听懂真实交际场合中的各种英语会话和讲话。
2.能听懂有关政治、经济、历史、文化、教育、语言、文学、科普方面的演讲及演讲后的问答。
3.能理解所听材料的重要细节和大意，领会说话者的态度、情感和真实意图。
4.能做较为完整的笔记。
5.考试时间约25分钟。

### 阅读理解
考核要求：
1.能读懂英语报刊杂志上的社论和书评等文章。
2.能读懂并能赏析语言难度相当于《中国英语能力等级量表》6-7级的文学作品。
3.能理解所读材料的主旨大意，分辨出其中的事实和细节;能理解字面意义和隐含意义;能根据所读材料进行判断和推理;能分析所读材料的思想观点、语篇结构、语言特点和修辞手法。
4.考试时间45分钟。

### 语言知识
考核要求：
1.能运用语法、词汇、修辞等语言知识识别所给短文内的语病并提出改正方法。
2.考试时间15分钟。

### 汉译英
考核要求：
1.能运用汉译英理论和技巧，翻译我国报刊杂志上的文章和一般文学作品。速度为每小时250至300个中文字。译文要求忠实原意，语言通顺、得体。
2.考试时间20分钟。

### 写作
考核要求
1.能根据所给阅读材料和要求，写一篇长度不少于300个单词的作文;能做到内容切题，概括全面，结构严谨，理据充分，条理清楚，语言通顺，表达得体。
2.考试时间45分钟。

## 考卷成绩
试卷统一运往上海外国语大学判分，考生的成绩和纸质证书将在当年5月中下旬、6月初寄往各所学校，再由学校相关部门将成绩下放给参加考试的学生。考试及格者由高等院校外语专业教学指导委员会颁发成绩单。成绩分三级：60-69分是合格；70-79分是良好；80分以上是优秀，考試合格後頒發的證書終身有效。從2003年起，考試不合格能夠補考一次。補考合格後只頒發合格證書。任何人的考试资格均是终身仅有顶多2次。

## 报名资格
以下人员可以报名参加此次考试：
- 经教育部备案或批准的高等院校中英语专业四年级本科生。
- 经教育部批准有学历的成人高等教育学院中完成四年制即脱产学习的英语专业(第四学年)本科生；五年制即不脱产学习英语专业(第五学年)的本科生。
- 非英语专业六级考试通过的学生可报名参加专业英语八级考试。
- 参加八级测试的考生只有一次补考机会。

凡未通过基础阶段(TEM4)统测的考生，也可参加高年级阶段(TEM8)的统测。
英语专业的专生本学生因超出英语专业基础阶段(TEM4)统测规定的考试年限(详见报名对象)，一律不得参加英语专业基础阶段(TEM4)统测，但可在英语专业专生本学习的最后一学期参加高年级阶段(TEM8)统测;因各种原因未在规定的考试年限参加TEM4(第四学期)或TEM8(第八学期)统测的专业英语考生，不得以补考名义参加次年的TEM4或TEM8统测。